# SønderjyskE Håndbold
SønderjyskE Håndbold (of Sønderjysk HK) is een Deense handbalclub uit Aabenraa en Sønderborg. Het is onderdeel van de overkoepelde sportorganisatie Sønderjysk Elitesport A/S, waarin ook Haderslev FK (herenvoetbal), Vojens BI (damesvoetbal) en Vojens IK (ijshockey) zijn ondergebracht. Het vrouwenteam speelt in Aabenraa, de mannen in Sønderborg.
SønderjyskE Håndbold behoort bij de vrouwen tot de zwakkere teams in de GuldBageren Ligaen en heeft een geschiedenis van afwisselende promotie uit de eerste en degradatie uit de eredivisie. In seizoen 08/09 trad het na twee jaar afwezigheid opnieuw toe tot de GuldBageren Ligaen, maar eindigde op de voorlaatste plaats waardoor het nacompetitie moet spelen om zich hierin te handhaven. In 2015-16 speelt de ploeg zowel bij de vrouwen als de mannen in de hoogste klasse.